# Hemicordulia ogasawarensis
Hemicordulia ogasawarensis is een libellensoort uit de familie van de glanslibellen (Corduliidae), onderorde echte libellen (Anisoptera).
De soort staat op de Rode Lijst van de IUCN als bedreigd, beoordelingsjaar 1996.
De wetenschappelijke naam van de soort is voor het eerst geldig gepubliceerd in 1913 door Oguma.